# 冯卯镇
冯卯镇，是中华人民共和国山東省枣庄市山亭区下辖的一个乡镇级行政单位。

## 行政区划
冯卯镇下辖以下地区：
独古城村、水山村、望母山村、老虎坡村、朱山村、谢庄村、郝楼村、别庄村、北涝坡村、相山村、对头沟村、辘轳村、青石村、九老庄村、南赵庄村、西岩下村、东岩下村、万庄村、岩马村、北山村、寺沟村、冯卯村、赵泉村、欧峪村、下粉村、朱元村、张庄村、付庄村、百步岭村、张山前村、赵庄村、陈山村、张山空村、温庄村和李井村。

## 人口
2010年中国第六次人口普查时，冯卯镇共有人口51235人。共有家庭13700户，平均每户3.64人。14岁以下的少年儿童共9063人，占总人口17.68%；15-64岁人口共37010人，占总人口72.23%；65岁及以上的老年人共5162人，占总人口的10.07%。男性共计27000人，占总人口52.69%；女性共计24235，占总人口47.30%。本地居住的人口中，拥有本地户籍的人口为48301人，占94.27%。